# Edmond Gustave Camus
Edmond Gustave Camus (1852 - 22 de agosto de 1915) fue un farmacéutico y botánico francés.
Vivió cerca de L'Isle-Adam a unos cincuenta kilómetros al norte de París. En sus alrededores crecían numerosas variedades de orquídeas. Edmond Camus que estaba cautivado por las orquídeas y su taxonomía, las fue recolectando y dibujando fielmente gracias a sus notables dotes artísticas. La culminación de este trabajo fue la publicación de su obra "Iconographie des Orchidées des Environs de París" en 1885, este atlas consta de tres partes, las dos primeras con 52 dibujos y la tercera con 16, todos originales del autor.
Esta primera edición se la dedicó a su hija Aimée Antoinette Camus que siguió los pasos de su padre en su afición por la Botánica en general y las orquídeas en especial, seguramente por la influencia de esta cautivadora obra que tuvo entre sus manos ya a la edad de unos doce años.
Más adelante Edmond Camus en colaboración con su hija en la parte anatómica y de otros botánicos como P. Bergon y H.Lecomte en la parte taxonómica publicaría varias obras sobre orquídeas europeas.
Ya cerca de su muerte publicaría "Les Bambusees" con 2 volúmenes donde describe los 485 bambús conocidos en su tiempo incluyendo dibujos en tinta de 260 especies.
Edmond Camus se especializó en el estudio de las orquídeas europeas y de sus hibridaciones naturales, de las que describió y reclasificó varias especies que llevan su abreviatura en el nombre :
- Ophrys × albertiana ( Ophrys apifera x Ophrys holoserica.) E.G.Camus 1891
- Anacamptis pyramidalis × Orchis ustulata = ( Anacamptorchis) fallax. E.G.Camus 1892
- Cephalanthera damasonium × Cephalanthera longifolia = Cephalanthera schulzei E.G.Camus, Bergon & A.Camus 1908
- Aceras × Orchis = Orchiaceras E.G.Camus
- Aceras anthropophorum × Orchis mascula = ( Orchiaceras) orphanidesii  E.G.Camus 1908
- Anacamptis pyramidalis × Orchis fragans= (Anacamptorchis) simorrensis  E.G.Camus 1908
- Coeloglossum viride × Dactylorhiza sambucina f. rubra = (Dactyloglossum) elongatum  E.G.Camus 1908

## Obra
- Guide pratique de botanique rurale. 180 pp. 1884

- Iconographie des Orchides des Environs de Paris Camus, E.G., París, 1885

- Catalogue des plantes de France, de Suisse et de Belgique. París: Dupont-Lechevalier, 325 pp. 1888

- Plantes récoltées à Morcles (canton de Vaud) et à la montagne de Fully (Valais). Paris: May & Motteroz, s.d. En Bull. de la Société botanique de France XLI 1894

- Herbier E.G. Camus. 5 pp. 1903

- Classification de saules d´Europe et monographie des saules de France A.Camus & E.G.Camus, París, 1905

- Atlas de la monographie des saules de France. Paris: imp. de Monrocq. 1906

- Monographie des Orchidées de l´Europe, de l´Afrique septentrionale, de l'Asie Mineure et des provinces russes transcaspiennes. E.G.Camus & A.Camus & P. Bergon, París, 484 pp. 1908

- Les Bambusees E.G.Camus, 2 vols. París, 215 pp. 1913

- Iconographie des Orchidées d´Europe et du Bassin Méditerranéen E.G.Camus & A.Camus & H. Lecomte, París, 559 pp. 1921-1929

- Flore générale de l'Indo-Chine. Tomo séptimo. Primera parte, Eriocaulonacées à Graminées
  - Camus, E.G.; Camus, A. Graminées. Paris: Masson & Cie, 1922-1923. (fascs. III a V)
- La abreviatura «E.G.Camus» se emplea para indicar a Edmond Gustave Camus como autoridad en la descripción y clasificación científica de los vegetales.[1]